# Opération des Nations unies au Congo

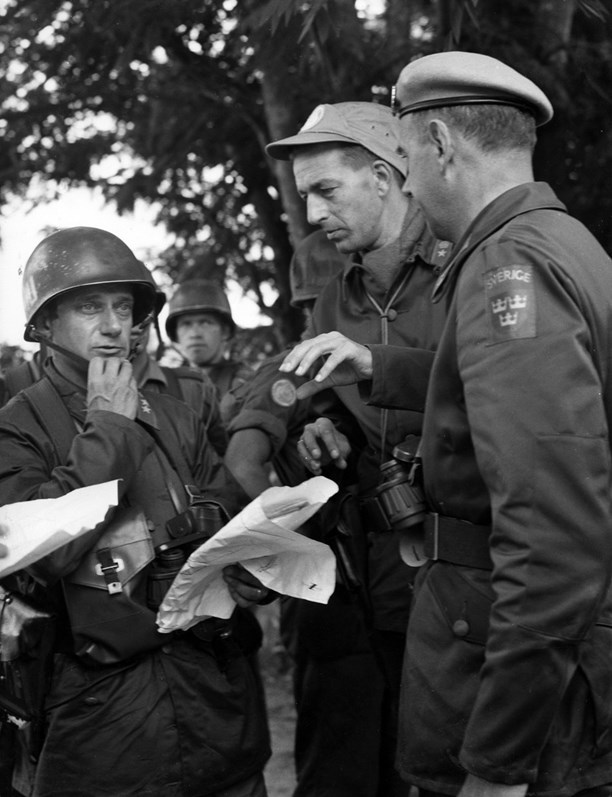
5 janvier 1963 : les troupes suédoises de l’ONUC préparent l’attaque de Kamina au Katanga.

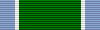
Ruban de la Médaille de l'ONUC

L’Organisation des Nations unies au Congo puis, après 1963, l'Opération des Nations unies au Congo, en abrégé ONUC dans les deux cas, est une mission de l’Organisation des Nations unies (ONU) en activité du 14 juillet 1960 au 30 juin 1964, durant la crise congolaise. Son objectif est d'aider le gouvernement de la République du Congo (« Congo-Léopoldville », actuelle République démocratique du Congo) à rétablir et à maintenir l'indépendance et l'intégrité territoriale, à maintenir l'ordre et la loi, et à mettre en place un large programme d'assistance technique.

## Historique

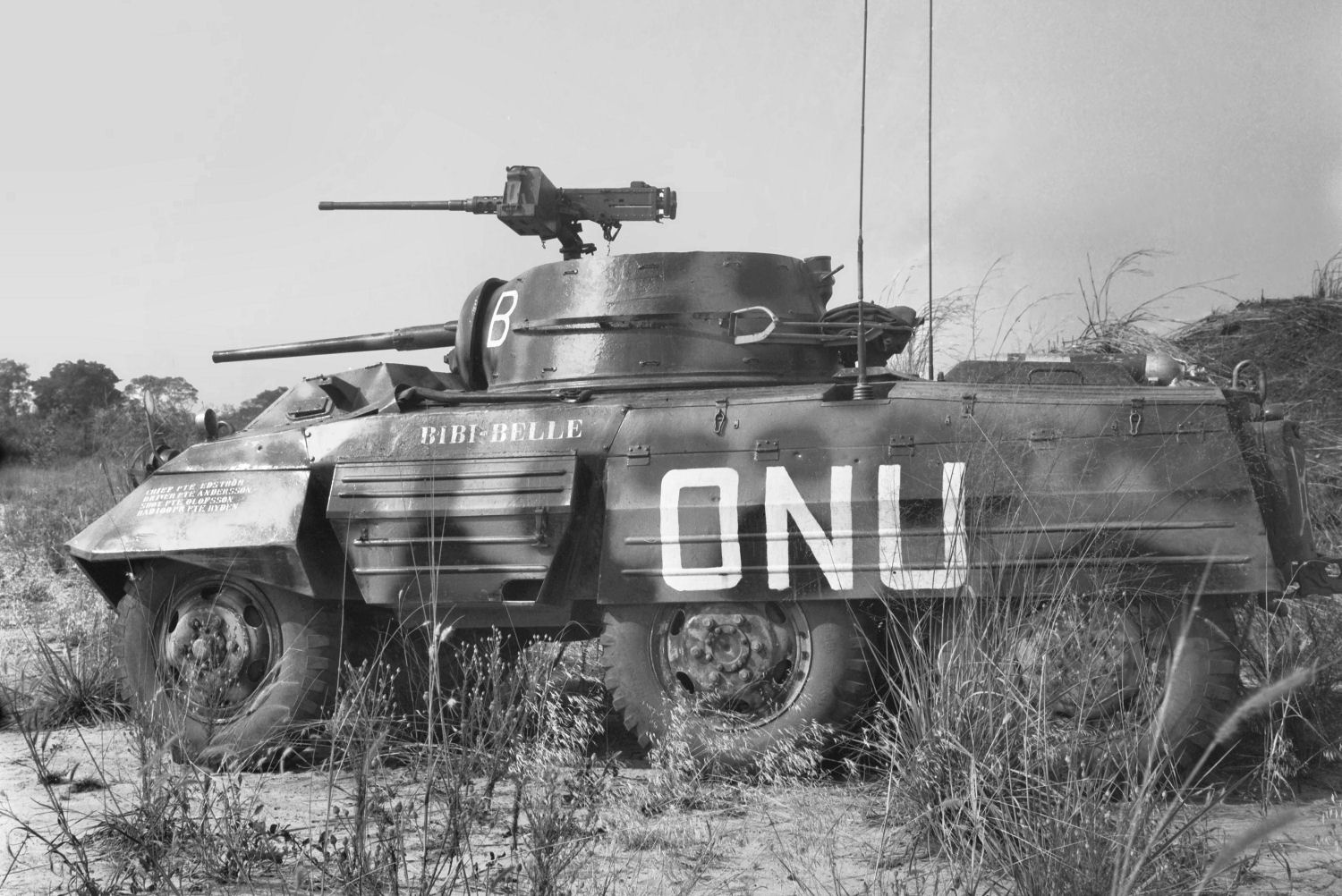
Un des quatre M8 Greyhound katangais capturés par le contingent suédois qui les utilise à son compte.

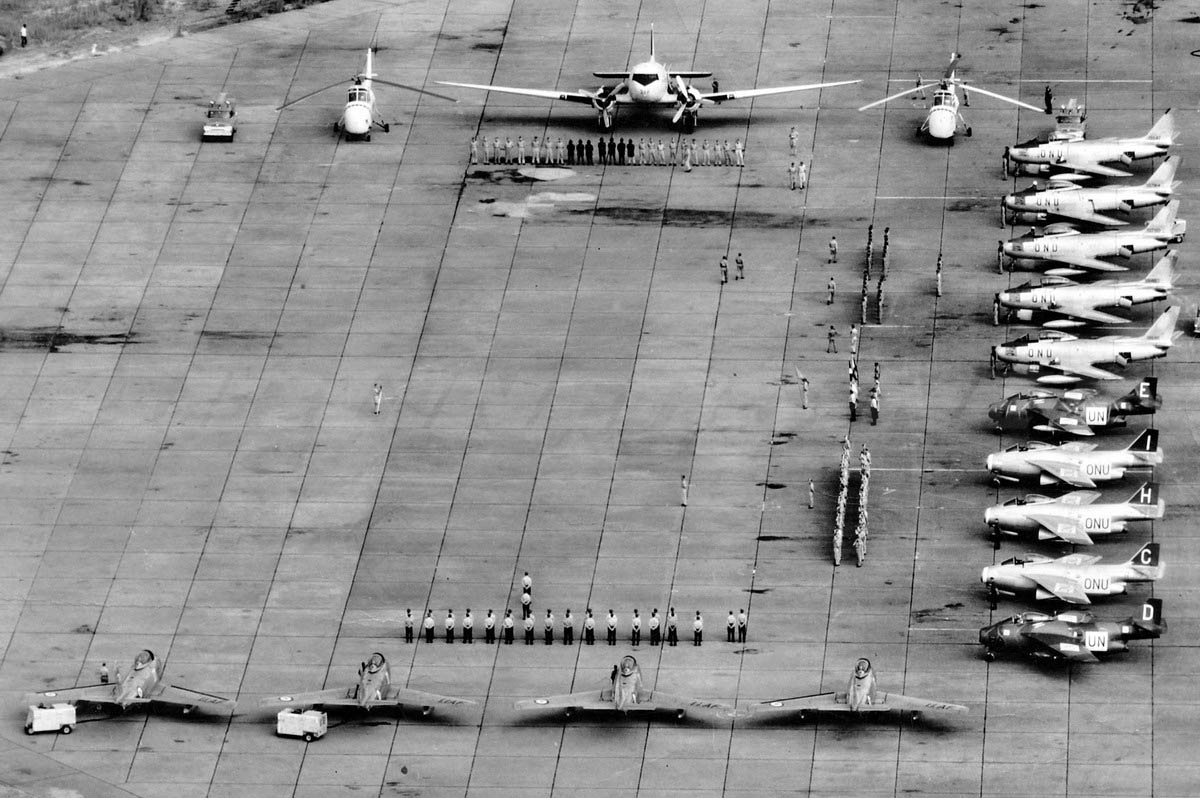
Appareils iraniens, philippins et suédois formant un escadron de chasse sous couleurs de l'ONU durant l'opération.

Quelques jours après l'indépendance de la République du Congo (Kinshasa), des mutineries contre les officiers blancs et les populations européennes au Congo amènent à une intervention militaire de la Belgique dans son ancienne colonie.
Le 12 juillet 1960, le gouvernement du Congo-Kinshasa demande l'aide de l'ONU afin de protéger le pays des agressions extérieures. Dans les deux jours qui suivirent, le Conseil de sécurité de l'ONU demande à la Belgique de retirer ses troupes et autorise une provision visant à procurer une assistance militaire au Congo jusqu'à ce que son gouvernement juge sa mission accomplie.
Rapidement, un contingent de l'ONU, composé de force de maintien de la paix des Nations unies venu en majorité de pays d'Asie et d'Afrique, arrive au Congo, accompagné d'experts civils afin de procurer une assistance aux services publics.
Ils furent engagés dans des combats contre l'armée katangaise lorsqu'ils reçurent l'ordre de réduire l'État du Katanga.
À son apogée, l'ONUC comptait près de 20 000 militaires et civils, L'opération a été marquée par plusieurs batailles et par de nombreuses opérations civilo-militaires, 126 soldats des Nations unies ont été tués au combat, et 109 sont morts par suite d'accidents ou pour des raisons naturelles. Parmi les victimes les plus notables figure Dag Hammarskjöld, secrétaire général de l'ONU , dont le décès est survenu dans des circonstances troubles lors d'un accident d'avion le 18 septembre 1961.

## Pays participants
- Argentine
- Autriche
- Brésil
- Canada
- Chili
- République démocratique du Congo
- Danemark
- Équateur
- États-Unis d'Amérique
- Éthiopie
- Ghana
- Grèce
- Guinée
- Inde
- Indonésie
- Iran
- Irlande
- Italie
- Liberia
- Malaisie
- Mali
- Maroc
- Pays-Bas
- Nigeria
- Norvège
- Pakistan
- Philippines
- Sierra Leone
- Sri Lanka
- Soudan
- Suède
- Tunisie
- République arabe unie
- Yougoslavie